# Nagy Imre Erik
Nagy Imre Erik (Szeged, 1954. május 27. – Tápé, 2021. december 7.) magyar zeneszerző, karmester, zenepedagógus.
Zeneiskolai tanulmányok mellett gyermek- és fiatal felnőtt korában, párhuzamosan Vaszy Viktor és Szatmári Géza egyik utolsó magán növendékeként szívta magába a karmesterség és zeneszerzés művészetét. Szegedi Nemzeti Színház tagjaként kb. kétezer előadást vezényelt, többek között a felújított Szegedi Nemzeti Színház első új évadjának bemutató előadását: Hegedűs a háztetőn. Évekig külföldön dolgozott karmesterként, illetve zongoristaként, leghosszabb ideig Madeirán. Rózsavölgyi és Társa 2005-ben megjelentette első zeneművét: „Utazás Ragtime-tól furulyáig” címmel, ami tizenkét oktató és koncert furulyadarab, CD melléklettel. Mindhárom fia esküvőjére személyre szóló nászindulót szerzett, és szólaltatott meg. Első operáját Szökevény csillagok címmel Csukás István szövegkönyve alapján írta, és a Szegedi Nemzeti Színház nagy sikerrel mutatta be 2014-ben – abban a színházi évadban a legtöbbet játszott mű volt.

## Tanulmányai
Zenei általános iskolát követően Szegeden, a Tömörkény István Konzervatórium és Művészeti Szakközépiskolában klarinét hangszerrel érettségizett, de zongoraversenyen nyert különdíjat harmadik évfolyamos hallgatóként. A harmadik évet meg kellett ismételnie visszatérő, nehezen gyógyuló tüdőgyulladások okozta hosszas hiányzások miatt. Weininger Richárd, Deák József és Kátay László voltak a tanárai.
Felsőfokú zenei tanulmányait a Liszt Ferenc Zeneművészeti Főiskolán végezte Szegeden, klarinét szakon. Első évben sikeresen vett részt az Országos Tudományos Diákköri versenyen, a „Harmóniai és ritmikai osztópontok J.S.Bach egyenletes mozgású szólószonáta tételeiben” című munkával III. díjat nyert, egy pedagógia – módszertani témájúért („Improvizációs elemek alkalmazása a hangsorok tanításában és gyakorlásában”) pedig különdíjban részesült. Vántus István irányítása mellett klasszikus hangszerelési és zeneszerzési stúdiumokat is folytatott.
1969-ben első előadott műve után hívta magánnövendékül a neves zeneigazgató, karmester és zeneszerző Vaszy Viktor, aki kilenc évig zeneszerzésre és karmesterségre tanította, s közvetlenül az érettségi után lehetősége nyílt a Szegedi Szimfonikus Zenekarral – Beethoven: I. szimfóniáját vezényelni. Ugyanezen idő alatt (1978-ig) zeneszerzés, klasszikus ellenpont, fuga magánórák Szatmári Géza zeneszerző, zenekritikus, karnagynál.

## Munkássága
Munkakezdés évei – szegedi évek: a diploma megszerzése (1976) után Vaszy Viktor által vezetett Szegedi Nemzeti Színház Opera társulatához szerződött korrepetitorként. 1977 után a munkahely ajánlásával, három éves posztgraduális képzés keretén belül – szimfonikus zenekari karmesteri képesítés szerzett, ahol többek között Jancsovics Antal volt a tanára. Korrepetitorként, majd 1984-től karmesterként 1989-ig tartó szegedi időszaka alatt kb. 2000 előadást vezényelt a Kis- és Nagyszínházban (operett, opera, musical, zenés vígjáték bemutatókkal együtt), valamint zeneszerzőként két gyermekmusical is bemutatásra került Szegeden. Szakmai munkája elismeréseként 1985-ben Miniszteri Dicséretben részesült, s elnyerte Szeged Város Alkotói támogatását.
Ebben az időszakban, szakmailag fontos feladatot jelentett a Magyar Televíziónak írt 11 film és kísérőzenéje. Nemes Nagy Ágnes: Pincérfrakk utcai cicák” szép szakmai sikert hozott, az „Örökre elnémul a bánat” című Juhász Gyula film pedig a nívódíjra jelölést eredményezte.
1984 – az akkor induló TV 2 csatorna elektronikus zenei arculatának a tervezésével (főcímzenék stb.) bízta meg.
1986 – Zenei – számítógépes tervezés és munkák kezdete: részletes dolgozatot készített a számítógépes kotta és partitúra készítési lehetőségeiről és előnyeiről (transzponálás, szólamkészítés), és benyújtotta a Neumann Társasághoz Budapesten. Kovács Dénes professzor a társaság elnöke kiemelkedőnek találta az általa leírt szoftver szakmai elképzelését, és ehhez Meixner Mihályt kérte fel szakreferensnek. Rubik Ernő is támogatta a programfejlesztés elindítását. A Szegedi József Attila Tudományegyetem Kibernetikai Tanszéke lett megbízva a program elkészítésére – de az elhúzódó témakutatás miatt (1 év) – nem valósult meg a fejlesztés, mivel a YAMAHA, majd később a ROLAND cég 1987-ben piacra dobta a hasonló elképzeléseken alapuló zenei programjának 1.0-ás változatát.
Fényes Szabolcs felkérésére a „Leánykereskedő” című utolsó operettjét meghangszerelte, és az ősbemutató karmestere is volt 1986. október 3-án. 1986. október 10-én pedig vezényletével és Király Levente főszereplésével Sándor János rendezésében a felújított Szegedi Nemzeti Színház Jerry Bock–Sheldon Harnick–Joseph Stein musicaljével, a Hegedűs a háztetőn című darabbal nyitotta meg az évadot.
A „Hegedűs a háztetőn” musical 1988-as Nizzai operaházi bemutatója után úgy döntött, hogy külföldön kamatoztatja a tudását. Hollandiával kezdve több nyugati országban megfordult.
1989–1999 között dolgozott külföldön, s a Scala Musical Theater karmestereként: Németországban, Ausztriában, Svájcban, Franciaországban vezényelt színházi előadásokat. A névazonosság miatt ért kellemetlenségei elkerülésére ekkor vette fel az Erik nevet. Ebben a tízéves periódusban jutott el az USA-ba és Madeirára, mint zongora-előadóművész. Adott koncertet többek között a portugál–spanyol csúcstalálkozón, az angol Margit hercegnőnek és a holland királynőnek is.
A kilencvenes évek végétől 2018-ig művészeti iskolákban művészeti vezető, illetve óraadó zenepedagógus, e mellett régi magyar zeneművek rekonstruálásával (áthangszerelésével), valamint pedagógiai és színházi művek írásával foglalkozott egyedi felkérések alapján.
2001 – Szegedi Szabadtéri játékok – zenei vezető: „Képzelt riport egy Amerikai popfesztiválról” (Kútvölgyi Erzsébet, Kamarás Iván, Schell Judit)
2002–2014-ig: „Bábszínházi korszak” – Truffaldino (Havrincsák Dániel, Porgányi Márta) és Kövér Béla bábszínház
33 önálló bábszínházi előadáshoz komponált zenét elsősorban a Truffaldino bábszínház részére. Ezek közül a legsikeresebbek voltak: Széttáncolt cipellő (Grimm meséje nyomán), Hüvelyk Matyi, Csodálatos kalucsni, avagy a gyáva nyulacskák, Mesél a koffer…
2003-ban Donath Ede családja és az Amerikai Grand Opera felkérésére a „Szulamit” operának a rekonstrukcióját és áthangszerelését végezte – mai, nemzetközi operaszínpadon előadható változatát. A bemutató: 2004-ben volt Floridában (Grand Opera – tizenhét előadás).
2005. Rózsavölgyi és Társa – megjelentette első zeneművét: „Utazás ragtime-tól furulyáig” címmel, CD-melléklettel.
2010 – Paul Potts (angol sztár tenor) – Budapest Arena – hangverseny, a Failoni kamarazenekar vezénylése – vendég:Vajda Júlia operaénekesnő
2012 – I. helyezés a „Free scores” nemzetközi zeneszerzői versenyén. Ave Maria – Sopran-Alt –Duett – with Orgel Tears in the dust, by way of the cross Könnycseppek a porban, a kereszt útján...
2013 – I. helyezés a „Free scores” nemzetközi zeneszerzői versenyén: White Cat On The Black Piano Fehér macska a fekete zongorán – Ragtime (Modern Piano Category)
2013 – III. helyezés a „Free scores” nemzetközi zeneszerzői versenyén. Diófa L’amour – Arioso (Song Piano Category)
2013-2014. Szökevény csillagok – GYERMEKOPERA megkomponálása Csukás István szövegkönyvére.
Bemutató Szegedi Nemzeti Színház 2014.november 14. Rendező: Sándor János – Jászai Mari díjas, érdemes művész, Szegedi Nemzeti Színház Opera együttese, főbb szereplők: Vajda Júlia, Altorjay Tamás, Piskolti László, Laczák Boglárka, Horák Renáta, Szélpál Szilveszter, Szondi Péter, Pálfi Zoltán. 2015. május 27-én a III. Pécsi Családi Színházi Fesztiválon ezzel a művel lépett fel a Szegedi Nemzeti Színház.
2017-ben készült el a „Gyermekjátékok Auschwitzban 1942.” című opera, melynek előzetes bemutatója 2020 márciusában volt, s melynek librettója is saját alkotása.
2020-ban Egy hangversenyteremért Alapítvány: https://hangverseny.hu/hu kortárs zeneműkiadó megkezdte műveinek kiadását.
Horvátországban többször játszotta darabjait Hornyánszky Zoltán oboaművész és Rucner vonósnégyes (Dragan Rucner játszotta először Horvátországban Bartók Béla Viola concerto-ját), többek között Zágrábban 2018-ban, ahol műveiből önálló estet rendeztek.
Tagja a Magyar Zeneszerzők Egyesületének és az Artisjus szerzői jogvédő iroda egyesületének. Műveit 2005 óta jelenti be az Artisjusnak, melyekből néhány hanganyagot, illetve videót a Freescore és Youtube oldalakra is feltöltött.

## Magánélete
1975-ben feleségül vette Csapó Évát, három gyermekük született: Gergely (1979), Dániel (1981), Gábor (1984).

## Fontosabb művei

### TV-kísérőzenék
- „Századunk” – sorozat: „Parasztlevelek”
- Nemes Nagy Ágnes: Pincérfrakk utcai cicák (mesefilm)
- „Örökre elnémul a bánat” – Juhász Gyula emlékfilm (nívódíjra felterjesztve)
- „Az ördög 9 kérdése” – zenés mesejáték

### Gyermekmusicalek
- 1981. Simai Mihály – Nagy Imre Erik: A félszárnyú tündérek titkai (musical) ősbemutató: Szegedi Nemzeti Színház, 1981
- 1983. Pavlovits Miklós – Nagy Imre: A giling-galang rejtélye (gyermek musical) ősbemutató: Szegedi Nemzeti Színház, 1983

### Artisjusnál bejelentett
- Utazás ragtime-tól furulyáig – tizenkét oktató és koncert furulyadarab
- Tél és tavasz parádéja szimfonikus vázlat a Truffaldino bábszínháznak
- Magamban mindig titokban számolok – nagyzenekari duett
- Mikulás zsákja – karácsonyi dalok, játékok
- Zöld fenyőfán – karácsonyi dal
- Alszik a karácsony – karácsonyi dal
- Gyermek zsoltár karácsony estéjén
- Ő a bajnok – Pick, Pick, Pick – induló
- Ave Maria – 2 női hanggal latin nyelv – ária duett
- Szólj égi csengő – kórus
- Tavaszi Capriccio – hegedű-zongora szonáta
- Magyar Ballagó Himnusz
- Virágéknál ég a világ… Magyar karfantázia I. – népdalfantázia női karra
- Szól a zene dáridó… Magyar karfantázia II. – népdalfantázia női karra
- Lyrical Temple Wedding March – lírai nászinduló
- Diófa L'Amour ária
- Csókzuhatag – tangó
- Szeretni boldogan – musical duett
- Liba duett – színpadi kísérőzene
- White Cat On The Black Piano – zongora ragtime
- Dankó concerto szólóhegedűre és zongorára
- Love-Wedding March – szerelmi nászinduló
- Kis harang a karácsonyi éjben – kórusmű vegyes karra
- Édesanyám jó Holle anyó – gyermekkar 3 szólamra
- Felkelő nap SUN RISE – Wedding March – nászinduló – romantic
- Magyar Táncok régies stílusban I.II. tétel – reneszánsz kamarazene
- Egy aprócska ballagódal – gyermekkar 2 szólamra
- Tiszai virágzás fantázia oboára és vonósnégyesre
- Bohemian walzer – komolyzenei fantázia zongora, fuvola
- Bohemian walzer vonósnégyesre
- Capriccioso – komolyzenei fantázia – oboa, hegedű, zongora
- Régi idők szárnyain – szvit (3 tétel)
- Magyar népdal szvit (4 tétel)
- Magyar népdal szvit fúvós zenekarra
- Tisza– Concerto 5 tételben hegedű szólóra és szoprán hangra zenekari kísérettel
- Vihar a tengeren hangszeres duett (oboa,orgona)
- Szökevény szvit
- Szökevény csillagok – gyermekopera
- Gyermekjátékok Auschwitzban 1942 – opera

## Kitüntetések
- 1987 – Miniszteri Dicséret a Hair című musical zenei anyagának elkészítésért, vezényléséért a premier alkalmából
- 2014 – Szeged Kultúrájáért Díj – Szeged Város Arany pecsétgyűrűje a város címerével